# Richtlinie 2001/14/EG
Die Richtlinie 2001/14/EG des Europäischen Parlaments und des Rates vom 26. Februar 2001 über die Zuweisung von Fahrwegkapazität der Eisenbahn, die Erhebung von Entgelten für die Nutzung von Eisenbahninfrastruktur und die Sicherheitsbescheinigung gehört als Teil des Ersten Eisenbahnpakets zu dem im Eisenbahnbereich anwendbaren EU-Recht. Zusammen mit der Richtlinie 91/440/EWG und der Richtlinie 95/18/EG des Rates vom 19. Juni 1995 über die Erteilung von Genehmigungen an
Eisenbahnunternehmen stellte sie den ersten Schritt zur Regulierung des europäischen Eisenbahnverkehrsmarktes dar, indem sie den Markt für grenzüberschreitende Schienengüterverkehrsdienste öffnete.
Sie regelt gem. Art. 1 „die Grundsätze und Verfahren für die Festlegung und Berechnung von Wegeentgelten im Eisenbahnverkehr und die Zuweisung von Fahrwegkapazität der Eisenbahn“ für die Mitglieder der Europäischen Gemeinschaft.
Die Richtlinie 2001/14/EG wurde im Zweiten Eisenbahnpaket in die Richtlinie 2004/49/EG („Richtlinie über die Eisenbahnsicherheit“) überführt und durch gemeinsame Maßnahmen zur Verbesserung und Entwicklung der Eisenbahnsicherheit ergänzt. Die in Art. 32 der Richtlinie 2001/14/EG getroffenen Bestimmungen zu der im grenzüberschreitenden Verkehr notwendigen gesonderten Sicherheitsbescheinigung hatten sich als unzureichend erwiesen, außerdem bestanden weiterhin Unterschiede zwischen den nationalen Sicherheitsanforderungen, die das reibungslose Funktionieren des Eisenbahnverkehrs in der Gemeinschaft beeinträchtigten.
Die Richtlinie 2004/49/EG wurde in Deutschland nicht nur im Allgemeinen Eisenbahngesetz, sondern beispielsweise auch mit der Eisenbahn-Sicherheitsverordnung (ESiV) umgesetzt. Zu den Anforderungen für Sicherheitsbescheinigungen und Sicherheitsgenehmigungen hat das Eisenbahnbundesamt gem. § 4 Abs. 2 ESiV einen Leitfaden erstellt.
Mit der Richtlinie 2008/110/EG hat die Kommission die Befugnis erhalten, die Anhänge der Richtlinie 2004/49/EG zu überarbeiten und anzupassen, gemeinsame Sicherheitsmethoden und gemeinsame Sicherheitsziele anzunehmen und zu überarbeiten, sowie auch ein System von Instandhaltungsbescheinigungen festzulegen.
Die EU-Verordnung Nr. 1158/2010 legt gem. Art. 6 Abs. 3 Buchstabe b der Richtlinie 2004/49/EG eine gemeinsame Sicherheitsmethode (CSM) für die Konformitätsbewertung in Bezug auf die Anforderungen an die Sicherheitsbescheinigungen fest, die Verordnung (EG) Nr. 352/2009 enthält für regelspurige öffentliche Eisenbahnen eine Sicherheitsbeurteilung nach dem statistikbasierten System gem. Art. 6 Abs. 3 Buchstabe a der Richtlinie 2004/49/EG.